# Подорожний Олександр Тимофійович
Олекса́ндр Тимофі́йович Подоро́жний (Лесь Подорожній, 1902—1984) — український актор, режисер, педагог. Відомий за виступами в курбасівських театрах «Кийдрамте», «Березіль».

## Загальні відомості
Лесь Подорожній відомий як актор театру «Березіль» і актор кіно. В молодості брав участь в літературних вечорах. Коли «на сцені театру Лесі Українки відбувався літературний вечір, на якому артист театру „Березіль“ Лесь Подорожній читав повість Ґео Шкурупія — на це приходив подивитись весь Київ.»
1922 року приєднався до трупи Мандрівного театру «Каменярі», який діяв під керівництвом Василя Степановича Василька (Миляєва).
Був учнем Леся Курбаса, з яким працював у театрах «Кийдрамте» і «Березіль». У трагічні роки репресій проти української інтелігенції зустрівся з своїм колишнім наставником у таборі Медвеж'єгорська (1934). Про їхню зустріч і співпрацю на Медвежій Горі згадується в роботі Раїси Скалій «Лесь Курбас. Дорога на Соловки».
Олександр Тимофійович потрапив на Біломорсько-Балтійський канал ще на початку 1930-х років і не пізніше літа 1935 року був звільнений з табору. «Зберігся текст його ролі (матрос Бондаренко у п'єсі Л. Славіна „Інтервенція“), на якому стоїть дата: Медгора, ХІІ, 34».

## Ролі в театрі
- Перший непман, Спекулянт («За двома зайцями» М. Старицького, 1925)[6]
- Матрос Бондаренко («Інтервенція» Л. Славіна, 1934)

## Ролі в кіно
- Петлюрівець Павло («Звенигора», фільм О. Довженка, 1927)
- Петлюрівець Хмара («Зберігач музею», 1930)
- «Фата Моргана», 1931
- Граф Пігловський («Кармелюк», 1931, озвучений 1935)
- Епізодична роль («Іван Франко», 1956)
- Поліцай Доценко («Партизанська іскра», 1957)
- Епізодична роль («Дума про Ковпака», 1973)